# Алтинбел
Алтинбе́л (каз. Алтынбел) — село у складі Улькен-Наринського району Східноказахстанської області Казахстану. Адміністративний центр Алтинбельського сільського округу.
Населення — 880 осіб (2021; 1200 у 2009, 1852 у 1999, 1968 у 1989).
Національний склад станом на 1989 рік:
- казахи — 70 %
- росіяни — 22 %

До 2013 року село називалось Новоберезовка.